# موسیقی در معماری
معماری موسیقی جامد است. همان موسیقی است که در عالم غیر مادی جریان دارد و معماری ایرانی مصداق بارز و عینی در جهان مادی دستگاه‌ها و نغمه‌های موسیقی ایرانی است. می‌توان عنوان نمود که هر بنایی علی الخصوص بناهایی که جایگاه ویژه‌ای را در فرهنگ ما دارا می‌باشند هر کدام تداعی‌کننده موسیقی در دستگاه خاص خود می‌باشد.

## مفهوم موسیقی در بناها
از سردر بازار قیصریه که وارد میدان می‌شوید اگر با موسیقی ایران آشنا باشید احساس می‌کنید که دستگاه شور را برای شما زمزمه می‌کند اول طاقنماهای موزون را می‌بینید و این در آمد شور است که در چند پرده نزدیک به هم نواخته می‌شود آرام آرام پیش می‌روید تا به عالی قاپو می‌رسیم که همان شهناز است بعد به زیر افکن و قرود می‌آید و می‌رسد به مسجد شاه که همان گوشه اوج است و بعد مسجد شیخ لطف‌الله که گوشه سلمک را تداعی می‌کند تا دوباره می‌رسد به سر در قیصریه. بی شک یکی ار عمده دلایل سحر انگیزی فضاهای ایرانی همین پیوند با موسیقی است.
همانگونه که در موسیقی، اجرای نت روان، سیال و متصل یا اجرای مقطع و ناپیوسته نت‌ها داریم، در بافت موسیقی نیز معماران در صورت ساختمان و نصب بازشوها با فواصل گوناگون، گاهی همچون هنر گوتیک در جستجوی کاهش آرتیکولاسیون بواسطة تداوم بوده‌اند و گاهی نیز همچون اکسپرسیونیسم آلمان در آغاز قرن بیستم در جست و جوی پیوستگی و تداوم کامل است.
معماری و موسیقی هنرهایی هستند که در صورت انتزاعی و در مفهوم مجرد شناخته می‌شوند و برخورد روزمره با آن‌ها نیز مجزا و مجرد می‌باشد. انتزاعی بودن خصیصه‌ای مشترک در بین هنرهاست؛موسیقی، هنری شنیداری می‌باشد و در مرحله آغازین ارتباط با مخاطب می‌تواند با ایجاد حالات صوتی، حس او را در لحظه بسازد یا ضمیر ناخودآگاه را به تداعی معانی وادارد. حالات موسیقی پیرو قواعد مشخصی منبعث از ریاضیات و فیزیک که از نظم طبیعت پدید می‌آید، قواعد ریاضی شناخته شده‌ای همچون اعداد طلایی و فرمول معروف فیبوناچی و اصول کشف شده تناسبات هندسی در تحلیل هندسی طبیعت جانداران در موسیقی به وفور یافت می‌شود.

## رابطه موسیقی و معماری
معماری نیز انتزاعی است؛ چه عناصر طبیعی در معماری آنگونه که باید باشند نیستند و تغییر شکل یافته‌اند. ثبت و نگهداری معماری برای به وجود آوردن آن نیز در بستر هندسه و به نوعی هندسه در بعد دادن به عناصر ریاضی صورت می‌گیرد.
هر چند در هر طبقه از ساختمان ما می‌توانیم با نظاره‌گری بر پنجره‌ها و بازشوها و فضاهای خالی سکوت به ملودی آن گوش فرا دهیم، توأمان هم می‌توانیم با نگریستن به بدنة ضلع یک ساختمان، دو یا سه طبقه را به شکل یک هارمونی به یک چشم‌انداز دریافت کنیم. به زبان دیگر، همانگونه که دانش هارمونی ما را به خصیصه‌های آکوردها و توانایی پیوندشان با یکدیگر، با توجه به ارزش‌های ساختمانی، ملودیک و وزنی آن‌ها آگاه می‌سازد، کاوشگر نیز می‌تواند هارمونی بافت موسیقی را برداشت کند.
همه هنرها به‌طور عرضی با همدیگر ارتباط دارند، چراکه منشا همه آن‌ها تجلی زیبایی است. این زیبایی در معماری ومجسمه‌سازی  به شکل نسبت‌های طول و عرض و ارتفاع اتفاق می‌افتد. در یک چهره، تناسبات هستند که زیبایی می‌آفرینند. گاهی هم تناسبات رنگ‌ها باعث ایجاد زیبایی می‌شوند که در آنجا هم مجموعه فرکانس‌های نوری، تناسبات دلپذیری را به وجود می‌آورند. در موسیقی هم نسبت‌های صوتی به زیبایی منجر می‌شوند؛ نسبت‌هایی که به تناسب می‌رسند. تناسب گاهی در وجه دیداری است و گاهی در وجه شنیداری. در مورد بویایی و بساوایی هم چیزهایی ذکر می‌شود، بنابراین همه هنرها یک وجه دارند و آن وجهی است که با هندسه دل ما از قبل طراحی شده‌است.
ما روی یک پاره خط به طول یک، تنها یک نقطه را پیدا می‌کنیم که موجزترین نسبت را به ما بدهد. در همه هنرها ایجاز، یکی از شروط است. در نقطه‌ای که ما پیدا می‌کنیم، نسبت کل پاره خط به بخش بزرگ، برابر است با نسبت بخش بزرگ به بخش کوچک و این نسبت، عدد فی را به ما می‌دهد که اصطلاحا به آن نسبت الهی گفته می‌شود، یعنی اینکه ما با این قاعده توحیدی مواجه هستیم که هرچیزی از یک یعنی وجه حقیقی عالم و وحدت حقیقی عالم نشات بگیرد، برای ما زیباست. بعد از عدد یک عددهای دو و سه هستند. تمام گام‌های موسیقی از این دو عدد حاصل می‌شوند.

## مفاهیم مشترک
«فضا» مهمترین مفهوم مشترک میان معماری و موسیقی است. گوته شاعر آلمانی در جمله معروفی گفته: «معماری موسیقی منجمد است.» در این جمله، اشاره او دقیقا به همین ویژگی مشترک، یعنی فضاست. در معماری، فضا دارای دو بعد عینی و ذهنی است که بعد عینی آن توسط حواس پنجگانه و بطور مستقیم درک می شود و قابل درک است و بعد ذهنی و معنایی آن از طریق ادراک غیرمستقیم فضا و مرتبط با ویژگی های فرهنگی و ذهنی فرد ادراک کننده است. در موسیقی ایرانی هم می توان گفت هردستگاه موسیقی سنتی، کلیتی است فضایی، که گوشه های آن می تواند ریزفضاهای آن فضا و دستگاه باشد. به طور کلی ساختار گوشه ها می توانند فی ذاته مستقل باشند، باخود شروع و با خود تمام شوند و یا گوشه هایی که وابسته به سایر گوشه ها هستند. همانگونه که گوشه شکسته در ماهور و بیات ترک (موسیقی آذربایجان) یا گوشه مخالف در سه گاه و چهارگاه آنقدر ظرفیت دارد که هنرمند خلاق می تواند مدت زیادی در این گوشه ها سیر کند و صدها تصنیف بسازد و برخی گوشه ها هم ظرفیت های ویژه و متفاوت تری دارند. 
«زیبایی» مفهوم کلی و مهم دیگر میان معماری و موسیقی است. این مفهوم هم، مانند مفهوم فضا، دارای دو بعد عینی و ذهنی یا همان صورت و معناست. منظور از صورت و ظاهرِ مفهوم زیبایی، توجه به ویژگی های شکلی، عینی و قواعد زیبایی شناسانه است و معنا و باطن، به درک کلی از اثر مربوط می شود که این هم از چیدمان اجزای زیبا در کنار یکدیگر ادراک می شود؛ همان اصل معروف «کثرت به وحدت» در هنر ایرانی. بنابراین می توان گفت مفهوم زیبایی در معماری و موسیقی ایرانی، مجموعه ای از ویژگی های شکلی است که به درستی در کنار یگدیگر قرار گرفته اند، با یکدیگر در رابطه هستند و یک کل را تداعی می کنند. در ادامه نوشتار به ویژگی های عمدتاً شکلی مشترک، میان معماری و موسیقی ایرانی پرداخته خواهد شد.
«جاودانگی» مفهوم مشترک دیگریست که در هنرهای معماری و موسیقی قابل بررسی است. این مفهوم همان مفهومی است که بشر همواره در طول تاریخ در جستجوی پیدا کردن آن بوده و بسیاری از هنرپژوهان و اسطوره شناسان، ساختن اسطوره ها توسط بشر را مرتبط با این مفهوم می دانند. یونگ بر این باور است که هر چقدر شناخت علمی بشر افزایش می یابد، دنیا غیر انسانی تر می شود و انسان خود را جدای از کائنات می پندارد. همانطورکه پیشتر اشاره شد، ریشه هنرهای ایرانی در تلاقی یک نقطه در هستی و درعالم معنا و ماوراست، جایی که خود هنر و هنرمند هم از آنجا آمده اند. سعدی شیخ اجل می فرماید:
پیش از آب و گل من در دل من مهر تو بود       با خود آوردم از آن جا نه به خود بربستم
و یا
همه عمر برندارم سر از این خمار مستی        که هنوز من نبودم که تو در دلم نشستی
هرچه هنرمند، آگاه تر به فنون و قواعد زیبایی شناسانه و قوانین طبیعت باشد، به این منبع لایزال هستی نزدیکتر است؛ در واقع اثری جاودانه تر خلق خواهد کرد و به تعبیری خود را به جاودانگی گره می زند. به عنوان مثال شرط اولیه جاودانگی یک اثر معماری، آشنایی کامل معمار به مصالح و قوانین و نیروهای فیزیکی طبیعت است و شرط لازم برای جاودانه شدن اثرش، الهام گرفتن او از خودش و مآلاً اصل و ریشه طبیعت است.
«تخیل» مفهومی مشترک و اصلی جدایی ناپذیر در همه هنرها به شمار می رود. تخیل یا مجاز، لازمه یک معماری ، موسیقی و همه هنرهاست. انعکاس ستون های یک بنا و دیده شدن بنا در آب، ، استعاره گنبد از آسمان،ُ و تمثیل باغ ایرانی از بهشت موعود، همگی مجازهایی هستند که به اثر معماری، معنای متفاوت و عمیق تری می بخشند که در ادراک و دریافت بیننده، بسیار موثرند. این مساله را می توان در موسیقی هم، در بداهه خوانی ها و بداهه نوازی ها مشاهده کرد. به ویژه آنجایی که خواننده خلاق از اعماق وجود و سویدای دل می خواند؛ از یک دستگاه به دستگاه دیگر می رود و مرکب خوانی می کند و در اوج خلاقیت به مرصع خوانی می رسد.
«خلوت» مفهومی است که بیشتر در معماری کاربرد دارد، علی الخصوص در معماری ایرانی، که تاکید زیادی بر فضاهای خصوصی دارد. مکانی که افراد در آنجا آرامش می گیرند و تسکین می یابند؛ جایی در کنج پستو یا اندرونی!. این مفهوم در ادبیات عارفانه ایرانی هم بسیار به کار می رود، مثل: کنج، زاویه و گوشه. نمود این مفهوم در موسیقی را،  شاید بتوان با موسیقی که صوفیان و عرفا اجرا می کنند مقایسه کرد، موسیقی که تمام سعیش بر فرور بردن انسان ها در خودشان و خلوتشان است، یا می توان به تنبورنوازانی اشاره کرد که در جمع خانه ها می نوازند. از نگاه آنها موسیقی اصیل، دارای آنچنان قداستی بود که نباید نوایش به گوش نامحرمان می رسید که دریغا و و دردا و شگفتا که امروز در صحنه ها و فستیوال های رنگارنگ شبه هنری به معرض فروش گذاشته می شود.
«پیوستگی» مفهومی دیگر است که آن هم بیشتر در معماری و عمدتاً در نمای ابنیه کاربرد دارد و بر اساس آن، معماری به صورت پیوسته دیده و ادراک می شود. حتی هنگامی که چند بنا در کنار هم در یک جداره یا یک میدان قرار دارند، می توان این مفهوم را به خوبی درک کرد. علیرغم تمام پروخالی ها، باز هم توالی و امتداد معماری قطع نمی شود و به صورت یک کل به نظر بیننده می رسد. این مفهوم در موسیقی ایرانی هم کاملا مصداق دارد و قابل مشاهده است. علیرغم تمام سکون ها و سکوت ها و طی مسیرها، استمرار و پیوستگی موسیقی در ذهن شنونده قطع نمی شود و همچنان ادامه دارد.

## ویژگی های مشترک
«سلسله مراتب» یکی از ویژگی های مشترک در این دو هنر است. در معماری ایرانی برای ورود به یک بنا باید سلسله مراتبی طی شود. به عنوان مثال برای ورود به خانه می بایست به ترتیب ابتدا از درب و مدخل ورودی (فضای سردرب) عبور کرد؛ سپس هشتی، حیاط و بیرونی تا به اندرونی برسیم. یا در مورد مساجد که به ترتیب ابتدا ورودی و سپس هشتی، حیاط، شبستان و دالانها که در نهایت، این حرکت به فضای اصلی مسجد منتهی می شود. این یک قاعده کلی در معماری ایرانی است. همین ویژگی در موسیقی ایرانی هم به صورت یک قاعده و قانون اتفاق می افتد، بدین معنی که اساساً در اجرای کلاسیک و در سنت قانونمند موسیقی ایرانی، ابتدا وارد گوشه درآمد می شویم (که همان از در درآمدن باشد و وارد شدن)، و در ادامۀ ورود، از گوشه های بعدی گذر می کنیم (که فی الواقع می توانند همان گوشه ها، زوایا و ریزفضاهای معماری از جمله اتاق ها باشند) و به اوج می رسیم و در خاتمه فرود می آییم که در حقیقت همان پایان مسیر است. 
«نشانه» ویژگی مشترک دیگریست که می توان آن را با وجه شبه، در ادبیات ایرانی، متناظر دانست. این ویژگی به صورت اِلمان ها، در معماری ایرانی بسیار کاربرد داشته و می توان مشابه آن را در موسیقی ایرانی هم ملاحظه کرد. میل ها، مناره ها، برج ها و کبوترخانه ها در معماری ایرانی، نشانه هایی هستند که گواهی بر نوعی خاص، از یک معماری بوده یا بر فضایی خاص دلالت دارند. بطور مثال نشانه هایی که در مسیرها و بیان ها ساخته شده اند، سازه هایی برای پیدا کردن مسیر و مقصد مسافران محسوب می شوند و یا مناره ها که نشانی از معماری مذهبی دارند. مصداق این ویژگی در موسیقی، می تواند «نت شاهد» باشد. در موسیقی ایرانی، نت شاهد، نتی است که در گردش های ملودی بطور مداوم اجرا می شود و نت غالب به شمار می آید، که بر اساس آن، از یک سو می توان دریافت، موسیقی در کدام گوشه و تیکه می گردد و خوانده و نواخته می شود و ازسوی دیگر نت شاهد نتی است برای پیشگیری از بیراهه رفتن ناآگاهانه خواننده یا نوازنده از فضای ذهنی و اجرایی آن گوشه یا تیکه؛ و ممانعت از سر از ترکستان در آوردن. 
«انعطاف پذیری» ویژگی است قابل رویت در معماری سنتی ایرانی و از مزیت های این معماری محسوب می شود. بدین معنا که یک فضای معماری، قابلیت تغییر در کاربری و تبدیل شدن به کاربری دیگر را دارد. به عنوان مثال در معماری ایرانی، اتاق هایی که با سه دری یا پنج دری از همدیگر جدا شده اند، به فراخور نیاز می توانند با بازشدن درب ها، به سالن های بزرگ هم تبدیل شوند. در خصوص موسیقی هم چنانکه پیشتر اشاره شد اگر یک دستگاه موسیقی را یک فضا تلقی کنیم، آن دستگاه، به عنوان مثال علیرغم داشتن فضای محزون و اندوهگینِ ذهنی غالب، می تواند با مهارت و تسلط موسیقی دان خلاق، به فضایی شاد، حماسی یا عاشقانه نیز بدل شود. یقینا این ظرفیت گواهیست بر قابل گسترش بودن موسیقی ایرانی و نامنتها بودن آن. 
«حرکت و مسیر» ویژگی های مشترک دیگری هستند. همانگونه که می توان در یک فضای معماری آزادانه حرکت کرد و از نقطه ای به نقطه دیگر رفت و مجدداً به مسیر اولیه بازگشت، در موسیقی ایرانی هم حرکت و مسیر وجود دارد و کاملا مشهود است و هنرمند توانا و خلاق می تواند مخاطب را در فضایی ذهنی در مسیرهای دلخواهش آزادانه حرکت دهد. البته این مسیر و حرکت، هم در معماری و هم در موسیقی، در قاعده و قانون سلسله مراتب جای می گیرد. حرکت در موسیقی عمدتاً دایره وار است یعنی مسیر رفته شده با مسیر بازگشت متفاوت است اما به همان جایی می رسد که در ابتدا بوده و مبداء و مقصد یکیست. همچنین درک مسیر و حرکت در موسیقی و معماری مطلق نیست و مفهوم زمان در درک این دو هنر موثر است. در زمان های متفاوت، درک مخاطب یا هنرمند از اثر متفاوت است و عوامل بیرونی و درونی در ادراک از حرکت و مسیر تاثیر گذارند.
«محور و تقارن» ویژگی های مشترک و از اصول اولیه و مرتبط با زیبایی شناسی هستند. این ویژگی ها از طبیعت برآمده و در هنرهای ایرانی به وفور یافت می شوند. در هنر ایرانی، حتی اگر قرینه سازی، بطور آگاهانه، دقیق هم صورت نگیرد باز هم تصور کلی از تقارن به مخاطب القا می شود و می توان محوری برای این تقارن تصویر کرد. شاید بتوان اوج این موضوع را در فرش ایرانی مشاهده کرد. تقارن، هم در نما و هم در پلانِ معماری ایرانی وجود دارد و گویی ویژگی لاینفک این نوع از معماری است. در این خصوص، در موسیقی ایرانی می توان به رفت و برگشت های نت های بالا و پایین در اکتاوهای مختلف اشاره کرد که علاوه بر ایجاد یک حس تقارن، احساسی از یک پرسش و پاسخ به مخاطب القا می کند.
«پر و خالی» هم ویژگی مشترک و مرتبط با اصول زیبایی شناسی است. این ویژگی هم، در نما و پلان معماری ایرانی قابل مشاهده است و معمار ایرانی از این ویژگی برای تعریف بهتر فضاها استفاده می کرده و در برخی موارد از جمله مواردی نظیر دیوارهای ضخیم و پاتاق ها ، به دلایل سازه ای و کاهش وزن دیوار، معمار به شکل ظریفی از میانه حجم این این دیوارهای ضخیم خالی می کند که با این کار، تاقچه های زیبا و نوستالژیک در دل دیوارها پدید می آیند. این ویژگی در موسیقی، می تواند همان «صوت» و «سکوت» باشد که خواننده یا نوازنده از این ویژگی برای خلق اثر، با ظرافت و دقتی مثال زدنی بهره می برد، چنانچه اساتید موسیقی اصیل ایرانی براین باورند که ارزش و اعتبار سکوت اگر بیشتر از خود صوت نباشد حکماً کمتر از آن هم نیست.
«حجم» ویژگی مشترکی است که تاکید بر بخش «پر» در معماری و موسیقی دارد. در معماری، حجم معمولاً به فضاهایی اطلاق می شود که مسقف هستند و سقف است که به فضا بعد و حجم می دهد. در موسیقی هم بر اساس آنچه در ویژگی «پر و خالی» بیان شد می توان گفت، حجم همان صوت است که می تواند دارای کیفیت های متفاوت باشد. صدای پر حجمِ ساز یا خواننده، به شرط مطبوع بودن، صاحب کیفیت و ارزشی مثبت است که بر نفوذ و تاثیر صدا اثرگذار خواهد بود. 
«توالی و تکرار» ویژگی های مشترک دیگرند که در دو بعد ساختاری و زیبایی شناسی تعریف می شوند. تعداد، اندازه و فواصل عناصر در این ویژگی اهمیت به سزایی دارند. در معماری، این ویژگی، اغلب در پل ها، شبستان ها، ستون ها و تاق ها قابل مشاهده است و معمار ایرانی توانسته به طرزی ماهرانه میان دو بعد ساختاری و زیبایی شناسانه این ویژگی، ارتباط برقرار کند. به عنوان مثال وجه زیبایی شناسانه پل های ساخته شده دوره صفویه بر روی زاینده رود به قدری غالب است که بیننده توجهی به وجه کاربردی آن ندارد. در موسیقی ایرانی هم اینگونه است، در بداهه پردازی های استادانه، نوازنده در همان حال و هوایی سیر و گردش می کند که خواننده قبل از او، ساخته و پرداخته کرده است. اینجاست که ساختار و زیبایی در کسری از ثانیه یکی می شوند و به وحدت و در نهایت، به کمال می رسند.   
«ریتم و ضرباهنگ» هم مانند ویژگی های توالی و تکرار، دو بعد ساختاری و زیبایی شناسانه دارند. در معماری می توان به مدول یا پیمون اشاره کرد که جزئی ثابت است و کلیت ظاهری معماری، معمولاً با تکرار آن، شکل می گیرد؛ بدین معنی که یک معماری ایرانی، مضربی از یک پیمون است. پیمون از رابطه ای بین زیبایی و نیروهای طبیعی به دست می آید، چیزی شبیه به «توالی و تکرار» اما این بار صرفاً یک نسبت و عدد مشخص است نه فقط یک حس! و نسبتی است که در تمامی اجزای معماری قابل رهگیریست. این ویژگی در موسیقی می تواند همان ریتم یا ضرباهنگی باشد که در کلیت اجرای هر قطعه موسیقی (هم در آواز و هم در تصانیف) جاری و ساری است.

## ریتم
زمانی که وارد مبحث ریتم می‌شویم، با دوضربی یا سه ضربی مواجه هستیم. اصلا ریتمی از این قاعده خارج نیست. وقتی ریتم ترکیبی می‌شود، حاصل ضرب عددهای دو و سه است و موقعی که ریتم مختلط می‌شود، حاصل جمع این دو عدد است البته با ترتیب‌های متنوع و مختلف. وقتی که ما از یک که نقطه توحیدی عالم است به سمت کثرت حرکت می‌کنیم، ابتدا با دو و سه مواجه هستیم. در معماری هم با فرکانس‌های نوری که طول و عرض و ارتفاع را تعریف می‌کنند، سروکار داریم و زمانی که این سه به موجزترین شکل واقع شود، شما احساس زیبایی می‌کنید و از نظر روحی حال خوبی دارید و این تناسبات در اکثر آثار بزرگ معماری وجود دارد. جالب اینکه این تناسبات در بدن انسان، آناتومی پرندگان و درختان و همه جای طبیعت به همان نسبت الهی وجود دارد.

## ریتم در موسیقی
ریتم تابعی از زمان بوده و در نمودهای گوناگون بصری، صوتی، همانند اسم معنی در دستور زبان است. مانند نور در داخل شعله و عطر در غنچه گل. ریتم پدیده پیچیده‌ای است که در تمام اثار هنری جریان دارد. در واقع نبض تنفس است، که حیات می‌بخشد، و به حرکت در می اورد. قلب ناپیدای است که از درون می‌تپد برای وی و تنها برای وی است، که در یک سلسله پدیده‌ها نظم بر قرار می‌گردد تا بتواند به‌طور موزون معرفی شود.
در موسیقی، آهنگ سازان بر حسب قواعد معین صداها را با هم ترکیب کرده و آثار را به وجود می‌آورند. در تمام قطعات، پس از دادن نت صدای موسیقی، ریتم آن را مشخص می‌نمایند. اهمیت ریتم در موسیقی به حدی است که اگر در آهنگ آشنایی، تمام نت‌های آن را در فواصل زمانی یکسان بنوازند، یا به عبارت دیگر، ریتم را از آهنگ جدا نمایند، شناسایی آهنگ بسیار مشکل خواهد بود. حال اگر ریتم همان آهنگ را بدون در نظر گرفتن نت‌هایش بنوازند، شاید بتوان آهنگ را شناسایی کرد. یعنی یک آهنگ را بیشتر می‌توان از ریتم آن شناخت تا از نت‌هایش. موسیقی دانان بر آنند که ریتم عنصر لاینفک و جدا نشدنی از موسیقی بوده، و به آن نظم و معنی می‌بخشد، و جزء مهمی از آهنگ را تشکیل داده و بر احساس و درک موسیقی ما اثر می‌گذارد.

## ریتم در معماری
ساده‌ترین نوع آن تکرار منظم عناصر معماری در امتداد یک خط مستقیم است. سکون و توقف با مفهوم مکث در معماری جنبه‌ای کاربردی دارد. پاگرد پله‌ها، میادین و گره‌های شهری از نمودهای کاربردی آن است. گاهی با ایجاد یک عامل یا عنصر در فضای معماری و جلب توجه بیننده، عامل مکث و سکون را می‌توان به خوبی پدید آورد.
احاطه آدمی بر معماری با شناخت هندسه و قواعد آن و تعریف اشکال و کنار هم گذاشتن آن‌ها در روی کاغذ با نام نقشه و طرح معماری به نوعی تعریف شده‌است و کنکاش آدمی در طبیعت نیز مصالح مورد نیاز را در ایجاد یک اثر معماری خوب به او می‌دهد. حالات موسیقی پیرو قواعد مشخصی منبعث از ریاضیات و فیزیک است. معماری هندسه مکان است و موسیقی ریاضی زمان و می‌تواند بدینگونه نیز باشد که معماری ریاضی مکان است و موسیقی هندسه زمان! موسیقی ایستا نیست ولی معماری ایستا است. در مورد نقاشی، ایستایی در بطن کار معرفی می‌شود.
برخورد دو علم مشترک هندسه و ریاضی که هر دو هنرهای ذهنی منبعث و مشتق از طبیعت هستند در موسیقی و معماری به نحوی سازگاری ایجاد نموده است که حس مشترک بودن معماری و موسیقی را تقویت می‌کند و راه را برای ارزیابی این دو هنر مهیا می‌سازد.